# 시오카와 다케토
시오카와 다케토(일본어: 塩川 岳人, 1977년 12월 17일 ~ )는 일본의 전 축구 선수이다.

## 구단 경력
과거 몬테디오 야마가타, 오이타 트리니타, 가와사키 프론탈레, 요코하마 F. 마리노스, 도쿠시마 보르티스에서 활동하였다.